# 东大龙口河

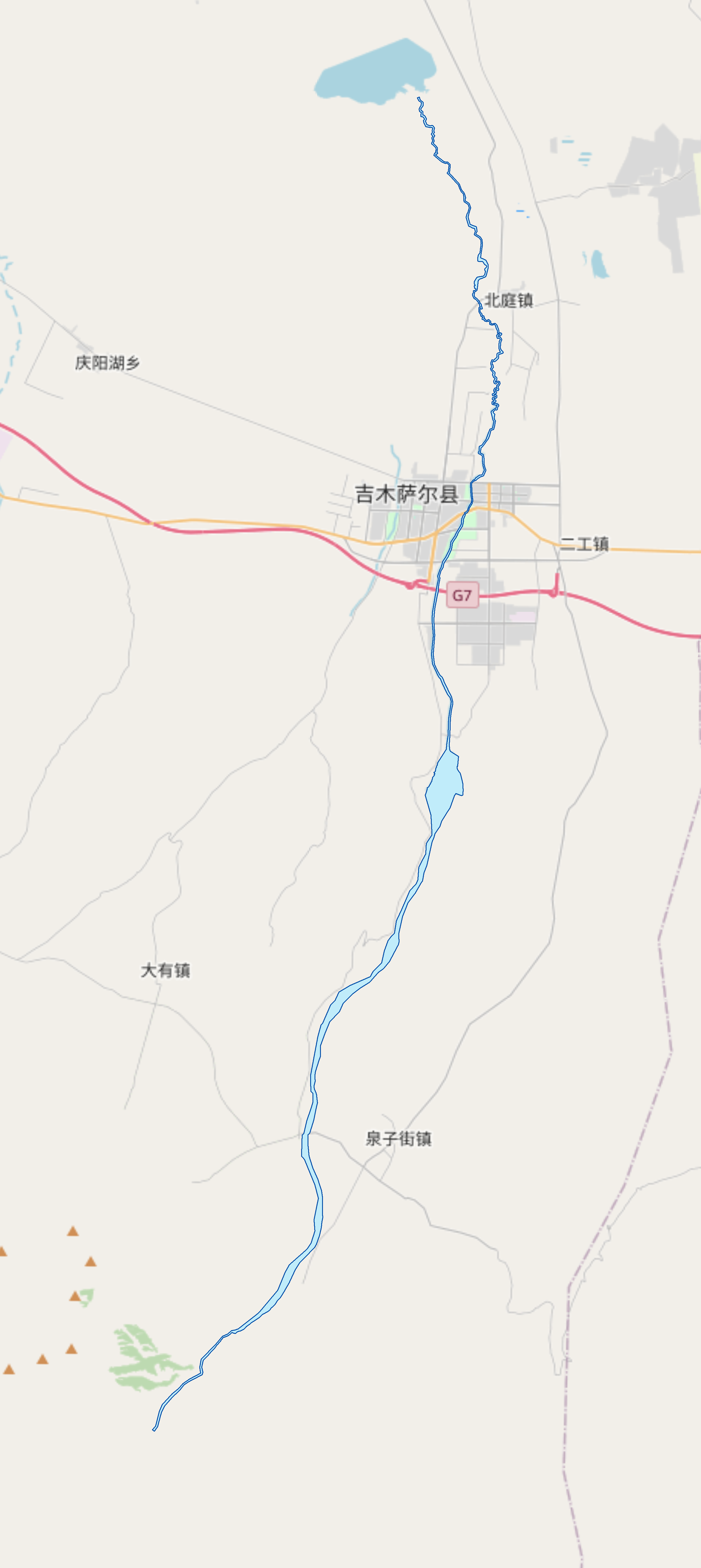
东大龙口河管理范围

东大龙口河，流经中华人民共和国新疆维吾尔自治区昌吉回族自治州吉木萨尔县东部，属于博格达山北麓水系中的一条内流河，发源于天山山脉博格达山脊的喀依尕日达坂，蜿蜒向东北流，约22千米后出山口，继续向北，流经东大龙口水文站、泉子街山间盆地、东大龙口水库、吉木萨尔县城和北庭镇后注入下新湖水库，灌溉新疆生产建设兵团第六师红旗农场灌区后，余水散失于准噶尔盆地南缘的大海子沙漠区。东大龙口水文站以上河长27千米，集水面积163平方千米，年均径流量0.57亿立方米。2020年吉木萨尔县人民政府公布的《吉木萨尔县关于公布河道管理范围的公告》中公告的东大龙口河管理范围起自大南沟汇口，终到下新湖水库，长度为59千米。溯东大龙口河而上，翻阅博格达山古城达坂可抵达天山南麓地区，古称“车师古道”，历史上曾是车师前王庭（今吐鲁番一带）与后王庭（今吉木萨尔）来往的重要交通要道。